# كأس التشيك 2010–11
كأس التشيك 2010–11 (بالتشيكية: Ondrášovka Cup 2010/11)‏ هو موسم من كأس التشيك. أشرف على تنظيمه اتحاد جمهورية التشيك لكرة القدم، وكان عدد الأندية المشاركة فيه 123، وفاز فيه نادي ملادا بوليسلاف.